# Pedro Obiang
Pedro Mba Obiang Avomo (Alcalá de Henares, 27 de março de 1992) é um futebolista espanhol que joga no meio-campo.
Após jogar nas categorias de base do Atlético de Madri e da Sampdoria, Obiang foi promovido ao elenco principal dos blucerchiati em 2010, e fez sua estreia como jogador profissional na derrota de seu time por 2 a 1 frente à Juventus. Em 5 temporadas, foram 132 partidas disputadas e apenas 5 gols marcados. Em 2009, chegou a figurar entre os relacionados por Walter Mazzarri em 2 partidas do clube (Lazio e Chievo), mas não entrou em campo.
Contratado pelo West Ham United em junho de 2015, num contrato de 4 anos, tendo atuado em 12 partidas até hoje. Não balançou as redes adversárias em nenhum jogo oficial pela equipe inglesa. A estreia pelos Hammers foi contra o Leicester City, ao entrar no lugar de Reece Oxford.

## Seleção
Embora possua raízes na Guiné Equatorial, Obiang defendeu apenas as equipes Sub-17, 19 e 21 da Espanha, não sendo convocado nem para a seleção principal da Fúria nem para a Seleção Guinéu-Equatoriana, a qual ele manifestou interesse em defendê-la.